# MW CoE

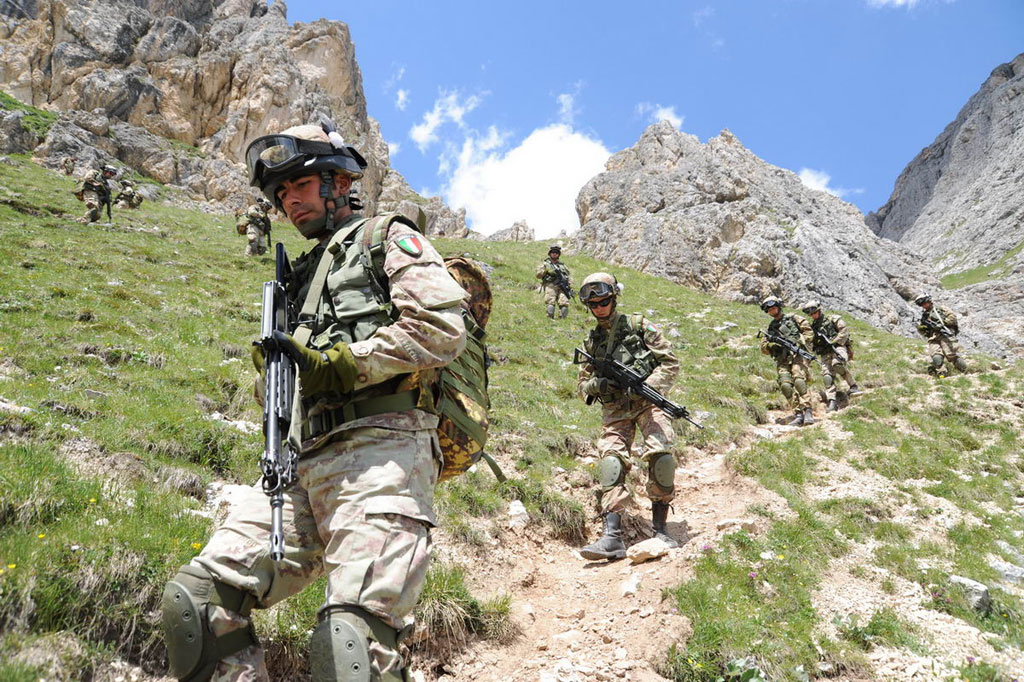
Італійський гірський підрозділ під час навчань

NATO Mountain Warfare Centre of Excellence (NATO MW CoE) — центр передового досвіду НАТО з ведення бойових дій у горах.
Розташований у Словенії за адресою: Poljče, 27, 4275, Begunje na Gorenjskem. Головна його місія — допомога державам-членам НАТО, партнерам та іншим країнам в удосконаленні їх спроможностей щодо ведення бойових дій у горах.
NATO MW CoE офіційно акредитований в НАТО у 2015 р.
Основними підрозділами NATO MW CoE є відділ доктрин і стандартизації, відділ розробки концепцій, експериментів та узагальнення уроків з отриманого досвіду, відділ тренувань та навчань. Діяльність NATO MW CoE координує Командування ОЗС НАТО з питань трансформації